# ديف فاريل
ديفيد فاريل «فينكس» (مواليد 8 فبراير، 1977؛ اسم إنجليزي: Dave Farell أو "Phoenix") هو من الفرقة موسيقية لينكين بارك.
قبل انضمامه إلى لينكن بارك كان مع فرقة أخرى ذهب معهم في جولة ويلاحظ انه في فيديوالخطوة القريبة لم يكن متواجد وكان يوجد عازف آخر عوضا عنه لديه تاتو على ظهره ومتزوج ولديه ولدين وفتاة

## روابط خارجية
- ديف فاريل على موقع IMDb (الإنجليزية)
- ديف فاريل على موقع ميوزك برينز (الإنجليزية)
- ديف فاريل على موقع إن إن دي بي (الإنجليزية)
- ديف فاريل على موقع أول ميوزيك (الإنجليزية)
- ديف فاريل على موقع أول ميوزيك (الإنجليزية)
- ديف فاريل على موقع أول ميوزيك (الإنجليزية)
- ديف فاريل على موقع ديسكوغز (الإنجليزية)
- ديف فاريل على موقع قاعدة بيانات الفيلم (الإنجليزية)